# Atrichopogon lindneri
Atrichopogon lindneri är en tvåvingeart som beskrevs av Wirth 1964. Atrichopogon lindneri ingår i släktet Atrichopogon och familjen svidknott.
Artens utbredningsområde är Tanzania. Inga underarter finns listade i Catalogue of Life.